# Euphaedra (Neophronia) neophron
Euphaedra (Neophronia) neophron es una especie de  mariposa, de la familia Nymphalidae,  subfamilia Limenitidinae, tribu Adoliadini, pertenece al género Euphaedra, subgénero (Neophronia).

## Localización
Esta especie de mariposa se encuentra localizada en África.